# Yves Rocher

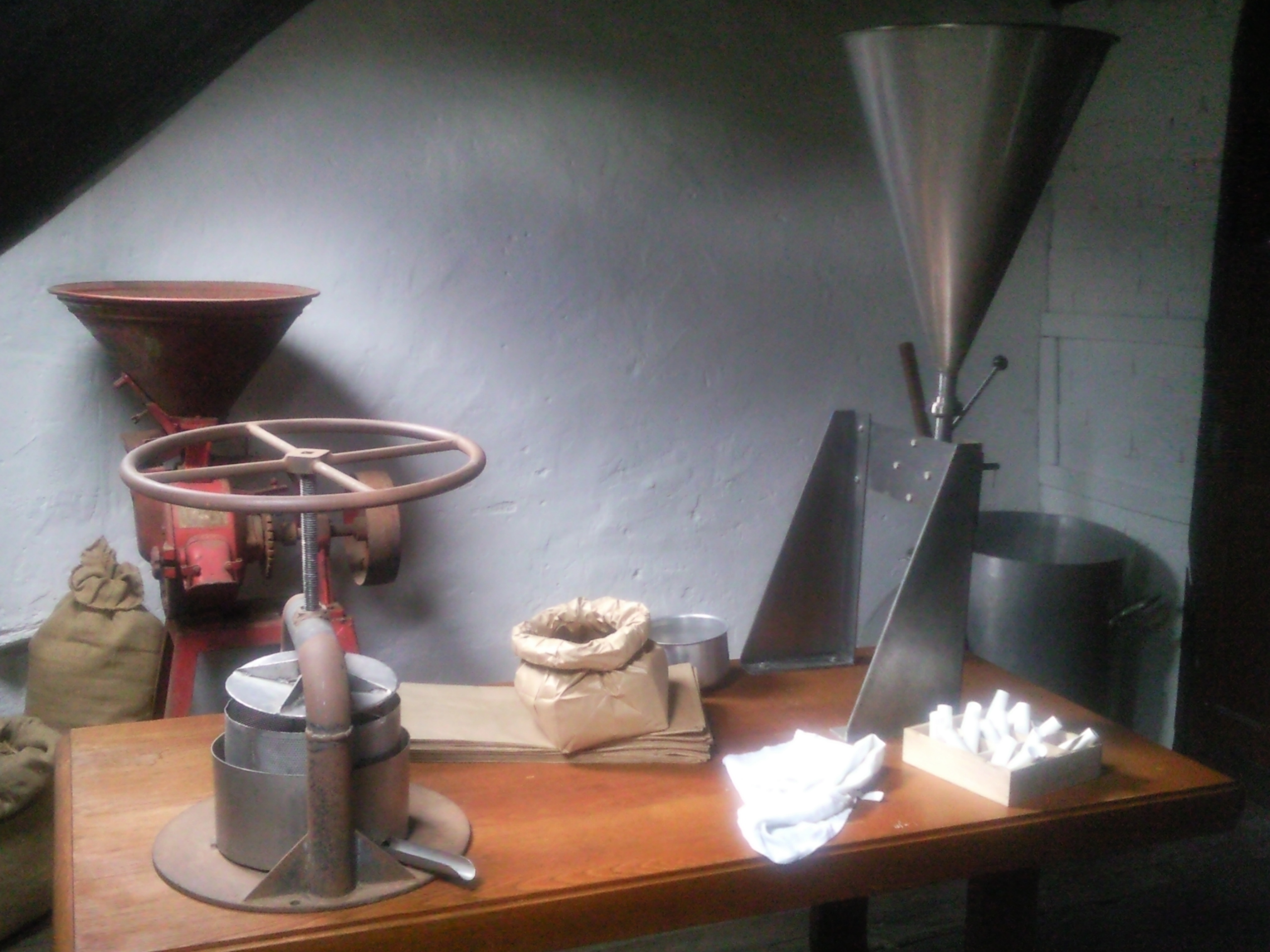
Pierwsze laboratorium Yves Rocher na strychu rodzinnego domu. W workach korzeń ziarnopłonu

Yves Rocher (ur. 7 kwietnia 1930 La Gacilly Bretania, zm. 26 grudnia 2009 w Paryżu) – francuski przemysłowiec i polityk. Założyciel koncernu kosmetyczno-tekstylnego nazwanego jego imieniem i nazwiskiem Yves Rocher. Komandor orderu Legii Honorowej (od kwietnia 2007).
Kiedy miał 14 lat, po śmierci swojego ojca, zaczął pracować w rodzinnym sklepie zajmując się handlem tekstyliami. W latach 50. ubiegłego stulecia rozpoczął pracę nad preparatami leczniczymi opartymi na wyciągach roślinnych. Pierwszym samodzielnie wyprodukowanym preparatem była maść na bazie wyciągu z bulw korzeniowych ziarnopłonu lecząca hemoroidy. Początkowo sprzedawał ją osobiście jako domokrążca. Ogromny sukces preparatu około 1959 r. spowodował konieczność zmiany formuły sprzedaży na sprzedaż wysyłkową. Obecnie koncern Yves Rocher obsługuje 30 milionów klientów na 5 kontynentach.
Do śmierci, wraz z rodziną był właścicielem koncernu Yves Rocher.